# بلوار کازینو رامسر
بلوار کازینو مربوط به دوره پهلوی است و در شهر رامسر واقع شده‌است. بلوار، در تاریخ ۵ دی ۱۳۵۲ با شمارهٔ ثبت ۱۵۲۱ به‌عنوان یکی از آثار ملی ایران به ثبت رسیده‌است. نام این بلوار تا پیش از انقلاب ۱۳۵۷ ایران، بلوار کازینو بود و پس از انقلاب، نام اش به بلوار معلم تغییر داده شد. این بلوار از درِ ورودی هتل قدیم رامسر شروع می‌شود و تا ساحل امتداد میابد و در دو طرف این بلوار درختان سر به فلک کشیده نخل بادبزنی مکزیکی و سرو زربین دیده می‌شود.
یکی از مناطق مهم و پرتردد شهر رامسر، بلوار معلم است. هنوز بسیاری افراد این بلوار را با نام قدیم آن یعنی «کازینو» می‌شناسند. طول این گردشگاه حدود ۲ کیلومتر است.
همزمان با تغییرات ساختار شهری در اکثر شهرهای ایران در اوایل قرن حاضر، رامسر نیز شاهد احداث ساختمان‌ها و خیابان‌های جدید بود. هتل قدیم رامسر و بلوار کازیو از مهم‌ترین مکان‌های ایجاد شده در آن دوران بودند. سال احداث این خیابان را ۱۳۱۰ ذکر کرده‌اند. در ابتدا این مسیر را بین هتل قدیم تا دریا برای عبور خودروها ایجاد کردند. با گذشت زمان، در دهه ۵۰ در دو طرف این مسیر، دو لاین دیگر افزوده شد و مسیر میانی به پیاده‌راه مبدل گشت. دلیل نام‌گذاری این بلوار به کازینو به دلیل وجود یک کازینو در انتهای مسیر آن بود. بعد از انقلاب نام این مکان به بلوار معلم تغییر یافت.
مشهورترین بنای این منطقه از شهر، هتل قدیم رامسر است که اکنون به عنوان یکی از آثار ملی ایران مورد بازدید قرار می‌گیرد. در نزدیکی هتل قدیم، هتل پارسیان ساخته شده که این دو هتل بخشی از هتل‌های زنجیره‌ای پارسیان آزادی هستند.
همان‌طور که گفته شد، پلاژ توسکا سرا و شهربازی رامسر در کنار بازار ساحلی در انتهای این بلوار قرار گرفته‌اند. همچنین در نزدیکی ساحل ساختمانی دیده می‌شود که در گذشته کازینو رامسر بوده و اکنون به عنوان سفره‌خانه کاربری دارد.

## نگارخانه

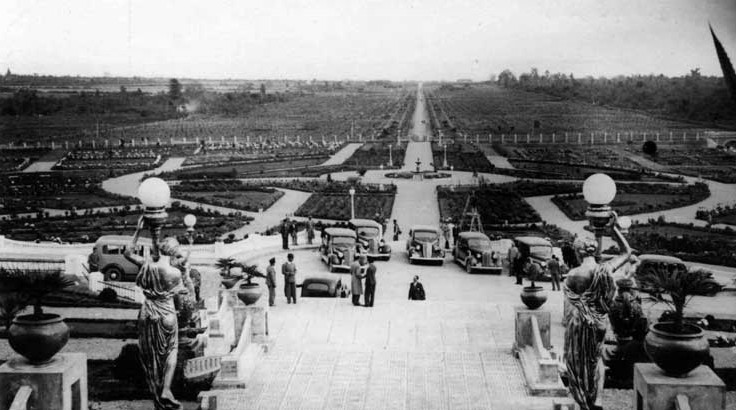
بلوار کازینو در زمان رضاشاه ساخته شد.
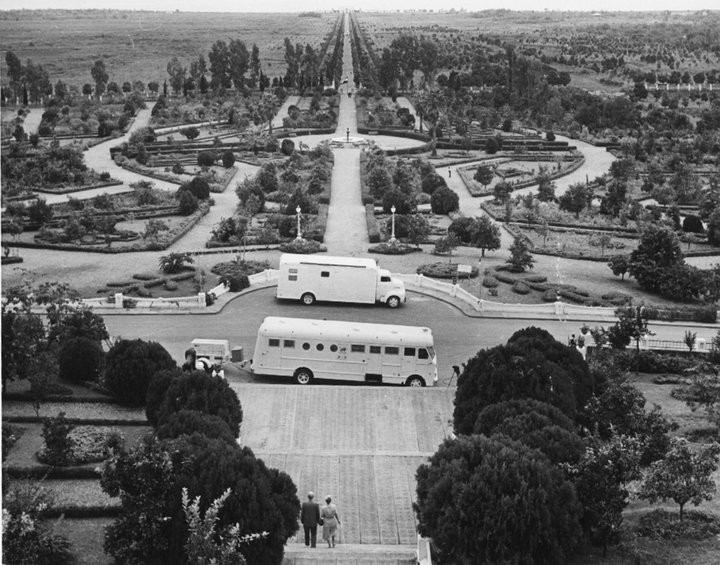
بلوار کازینو در اوایل سلطنت محمدرضا شاه پهلوی.

- پرونده:بلوار کازینو رامسر.jpeg